# تنگه دیویس

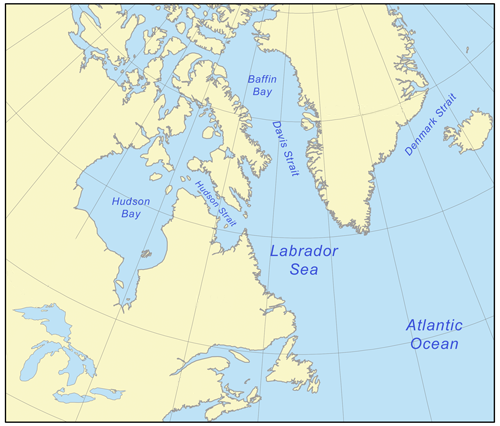
تنگهٔ دیویس بین دریای لابرادور و خلیج بافین

تنگه دیویس (به انگلیسی: Davis Strait) نام تنگه‌ای در اقیانوس اطلس شمالی است که بین جنوب‌شرقی جزیره بافینِ کانادا و جنوب‌غربی گرینلند واقع شده است. خلیج بافین در شمال و دریای لابرادور در جنوب آن قرار دارند و این تنگه بخشی از گذرگاه شمال‌غربی را تشکیل می‌دهد که دو اقیانوس اطلس و آرام را به یکدیگر متصل می‌نماید. این تنگه درعین‌حال خلیج بافین را نیز به اقیانوس اطلس مرتبط می‌سازد.
تنگهٔ دیویس تقریباً بین ۶۴۰ تا ۶۵۰ کیلومتر (برابر با ۴۰۰ مایل) درازا داشته و بین۱۸۰ تا ۲۰۰ مایل در کم‌عرض‌ترین نقطه تا ۴۰۰ مایل در عریض‌ترین نقطه پهنا دارد. حجم عظیمی از یخ و کوه‌های یخ از طریق این تنگه به سمت جنوب در حرکت است. در نزدیکی سواحل گرینلند جریان غرب گرینلند، آب‌های نسبتاً گرم را به سمت شمال می‌راند و همزمان جریان سرد لابرادور حجم زیادی از یخ را درحاشیهٔ سواحل شرقی جزیره بافین به سمت جنوب و دریای لابرادور و سپس اقیانوس اطلس منتقل می‌سازد. از آنجا که کشتیرانی بیشتر در مسیر آب‌های گرم نزدیک گرینلند انجام می‌شود به همین جهت ساکنین دائمی اندکی در نواحی ساحلی جزیره بافین وجود دارند.
تنگهٔ دیویس به افتخار جان دیویس، دریانورد بریتانیایی که این تنگه را در فاصلهٔ ۱۵۸۵ تا ۱۵۸۷ مورد کاوش قرار داد چنین نامگذاری شده است.